# 萬家香醬園
萬家香醬園股份有限公司，簡稱萬家香，是一家以生產醬油及其相關產品為主的臺灣食品公司。

## 歷史

### 創業初期
1940年代前期，吳文華在臺灣北部日商龜甲萬擔任業務員，並在戰後獲得該公司臺灣分支臺籍總經理黃鐵傳授製造配方共同創業；1945年，吳文華在梅田勇雄指導下於臺北市南京西路開設醬油製造工廠，並以「新華醬園」作為品牌名稱進行銷售。但是，吳文華在兩年內即面臨兩次倒閉危機，並為此變賣祖產換取資金。後來，萬家香藉由業務人員組成腳踏車隊，四處前往各家餐廳進行推銷。
1958年，萬家香在臺北市南海路設立第二家工廠，同時業務員之交通工具改為摩托車。

### 擴張及轉型
1973年，萬家香在臺北縣二重埔建立占地超過4000坪的現代化工廠。
1975年，萬家香引進時下最新技術，採用嚴格品管流程，開始生產不含防腐劑的醬油產品；不久，萬家香產品被送交臺灣省政府衛生處並被驗出含有防腐劑成分，引發退貨潮。但是，經由臺北市國民消費協會送交臺灣省衛生試驗所、經濟部商品檢驗局、國立臺灣大學生物研究所等三處的六件樣品未驗出含有防腐劑。為此，監察院彈劾八名相關官員，《國家賠償法》更由此萌生。事後，萬家香在企業風格上轉趨低調。
隨後，萬家香二重埔工廠所在土地因二重疏洪道工程及快速道路拓寬而被徵收，萬家香將其生產基地日以繼夜地遷移至屏東，並在當地設立占地一萬坪上下的新廠。
國際石油危機發生後，黃豆價格跟著飆漲；萬家香經營者因而決定於1974年前往黃豆原產地美國投資設廠；當時，萬家香複製在臺行銷模式，開車至當地餐館逐一拜訪推銷。
1989年，萬家香在美國擴大生產規模，並成功進入麥當勞、雀巢等大型食品業廠商的供應鏈；此後，萬家香更開發出其另一主力產品「香菇素蠔油」。
1990年代，萬家香在內需及外銷市場帶動下逐步擴充屏東廠的產能。
2002年，萬家香因應下游廠商需求，前往山東煙台設廠。
2003年，美國廠開始採用有機黃豆生產醬油，並在當地市場販售。
2004年，屏東廠增設純釀造設備，開始推動「全廠純釀造化」。
2014年底，萬家香推出非基因改造黃豆醬油；2015年中，萬家香全部廠區已更改為非基改生產線。

## 口號
- 「一家烤肉萬家香」[6][7]

## 代言人
- 林志玲[6]
- 阿基師

## 榮譽及獎項

### 獎項
- 頂級美味大獎風味絕佳獎章 (燕麥燒酒[6]，2017年)[8][9][10][11]

## 事件
- 2016年9月，萬家香屏東廠污水排放出現繞流情況，波及當地農田並遭屏東縣政府環境保護局裁處罰鍰；廠方表示，該情況肇因於瞬間大雨造成之排水管線鬆脫，廠方將協助受損農地恢復，負起相關社會責任。[12]

## 外部連結
- 维基共享资源上的相關多媒體資源：萬家香醬園
- 萬家香
- 萬家香的Facebook專頁
- YouTube上的萬家香頻道